# Boronia revoluta
Boronia revoluta är en vinruteväxtart som beskrevs av P. G. Wilson. Boronia revoluta ingår i släktet Boronia och familjen vinruteväxter. Inga underarter finns listade i Catalogue of Life.